# Melazzo
Melazzo (piemontiul: Melass vagy Mlass, helyi nyelvjárásban: Mr̂äss) település Olaszországban, Piemont régióban, Alessandria megyében. Lakosainak száma 1219 fő (2023. január 1.).